# پندیک
پندیک (ترکی استانبولی: Pendik) از ناحیه‌های قسمت آسیایی استانبول که در استان استانبول از ناحیه مرمره قرار گرفته‌است. طبق آخرین سرشماری به سال ۲۰۱۲ میلادی این ناحیه ۶۲۵٬۷۹۷ نفر جمعیت دارد.